# RF磁場

RF磁場と回転座標系を示すアニメーション。ブロッホ球上で表されたスピン（赤矢印）に静磁場（青）が加わると、実験室座標系では歳差運動をする。他方で回転座標系ではスピンは静止したままであるが、振動磁場（緑）が加わると回転座標系においてもスピンは動き出す。

核磁気共鳴 (NMR) において、RF磁場（ラジオ波磁場、RFパルス）は、静磁場に垂直な方向に照射する電磁波（振動磁場）である。

## 振動磁場・回転磁場
実際には、静磁場は非常に強くRF磁場は非常に弱いために、RF磁場で磁化を横向きに倒すことは難しい。そこでRF磁場を静磁場に垂直な一定方向から与えるのではなく、回転させる。するとRF磁場を追いかけるように磁化は倒れていく。実験室座標系では、ブロッホ球面上をらせん軌道を描きながらxy平面へ倒れていく。回転座標系で見ると、オンレゾナンスな場合は、ブロッホ球面上を最短距離で倒れていくように見える。
Z軸まわりに回転するRF磁場を作るためには、コイルを回転させればよいが、それは一般的には難しい。そこで、まずコイルにかける電圧を振動させることで振動磁場を作る。この振動磁場は、xy平面上を時計回りにまわる回転磁場と、反時計回りにまわる回転磁場の和と考えることができる。このうち順方向の回転磁場は、本来作りたかった「磁化を倒す回転磁場」であり。他方で逆方向の回転磁場は、周波数がスピンのラーモア周波数と離れすぎているために磁化を横倒しにすることはできず、通常の測定では無視できる。
回転座標系で見ると、回転磁場は静止して見えるので便利である。量子統計力学によるNMR理論では、密度行列の時間発展を相互作用表示で考えるのが一般的であるが、これは実験室座標系から回転座標系に移って考えることと等価である。よって相互作用表示で考えると、静磁場が姿を消し、RF磁場は時間に依らない摂動として記述される。
核スピンの共鳴周波数と、コイルでRF照射する回転磁場の周波数とが一致するとき、オンレゾナンスであるという。

## 名前の由来
一般的なNMR測定の磁場における原子核のラーモア周波数が数十〜数百MHzであり、FMラジオに用いられる周波数領域（ラジオ波領域）にあるため、このように呼ばれるようになった。また、RF磁場を生成するためのコイルは、RFコイルと呼ばれている。